# Pimpla waterloti
Pimpla waterloti är en stekelart som beskrevs av André Seyrig 1932. Pimpla waterloti ingår i släktet Pimpla och familjen brokparasitsteklar. Inga underarter finns listade i Catalogue of Life.